# آلنکا براتوشک
آلنکا براتوشک (اسلوونیایی: Alenka Bratušek؛ زادهٔ ۳۱ مارس ۱۹۷۰) یک سیاست‌مدار اهل اسلوونی است. وی از مارس ۲۰۱۳ تا سپتامبر ۲۰۱۴ نخست‌وزیر این کشور بود.
وی اولین زن در تاریخ اسلوونی است که به این سمت می‌رسد.